# 掌中開拓村的異世界建國記
《掌中開拓村的異世界建國記。》是所作的日本輕小說作品。漫畫版於ComicWalker連載中。

## 故事簡介
轉生到異世界的少年·凱，自出生起就被邪神詛咒，並在12歲那年被丟到滿是魔物的孤島上，但卻利用從邪神那取得的祝福技能『掌中開拓村』在島上存活，並救助了其他被詛咒孩子和亡國的公主與近衛兵後，在島上建立國家！？運用隨處生產&交易的能力，開始異世界的悠閒建國記。

## 登場人物

### 主要人物
（Kai Hasikebana）
本作主角。原本是日本人，因重病而過世後轉生至異世界，後來被一名神官收養，底下還有一個同樣被收養的妹妹。
阿碧斯
千年前製造的人造人。

### 神
根據法雷教經典，世界上有主神法雷與守護現世的盟友十三神，以及邪神。神明會給予少數人祝福，收到祝福者左胸口會出現聖印。不同的神有不同的聖印，而擁有聖印的孩子，將在十二歲時于神殿接受祝福的儀式。儀式中會被告知給予祝福的神的名字，喊出神的名字之後會獲得特殊的能力。
主神
法雷
盟友十三神
高階神官的藏書中記載有十位神明的名字與聖印，其餘三位神明與邪神的名字只有神殿極高層才能得知。
莎露思
重力之神
路克斯
光之神
美蒂娜
療癒之神
米斯菈
尋找之神
萊茵
盾之神
雷比歐斯
製藥之神
莫魯特
酒之神
伊蝶亞
真實之神
祝福能力：「真實之眼」
露莎莉
暗之神
里斯米
睡眠之神
祝福能力：「縛魂的傀儡線」
艾特諾
時間之神，被隱蔽名字的神
祝福能力：「永久不變之理」，停止目標人或物時間，可以使物體不受破壞，時間長短依施術者能力而定。
福爾圖娜
命運之神，被隱蔽名字的神
德特蘇蘇
死亡之神，被隱蔽名字的神
邪神
阿菈米菈
被神殿視為邪神。得到祂的聖印的孩童會被流放到充滿魔獸的荒島上。實際上是創造神，得到其能力的人從前被稱為神之使徒。
祝福能力：每個受祝福者皆不同，已知有：「掌中開拓村」、「短暫的生命」、「彩之神」、「完美的模仿」。十三神其實是擁有彩之神能力的神之使徒所創造出來的神，而法雷神並不存在，其名稱來自該神祗使徒的名字。

## 出版書籍

### 輕小說
| 集數 | MediaFactory   | MediaFactory       | 東立出版社    | 東立出版社                           |
| 集數 | 發售日期       | ISBN               | 發售日期      | ISBN / EAN                           |
| ---- | -------------- | ------------------ | ------------- | ------------------------------------ |
| 1    | 2017年6月24日  | ISBN 9784040692821 | 2018年9月20日 | ISBN 978-957-261-745-8（首刷限定版） |
| 2    | 2017年10月25日 | ISBN 9784040695037 | 2020年5月25日 | ISBN 9789572633090                   |
| 3    | 2018年3月24日  | ISBN 9784040698151 | 2021年5月26日 | ISBN 9789572660645                   |
| 4    | 2018年8月25日  | ISBN 9784040650937 |               |                                      |
| 5    | 2019年1月25日  | ISBN 9784040655109 |               |                                      |
| 6    | 2019年10月25日 | ISBN 9784040641836 |               |                                      |
| 7    | 2020年2月25日  | ISBN 9784040644424 |               |                                      |

### 漫畫
| 集數 | KADOKAWA      | KADOKAWA           | 東立出版社    | 東立出版社         |
| 集數 | 發售日期      | ISBN               | 發售日期      | ISBN               |
| ---- | ------------- | ------------------ | ------------- | ------------------ |
| 1    | 2020年2月27日 | ISBN 9789572642238 | 2019年8月23日 | ISBN 9784040658872 |
| 2    | 2019年8月23日 | ISBN 9784040658872 |               |                    |
| 3    | 2020年6月22日 | ISBN 9784040646824 |               |                    |

## 外部連結
- （日語）てのひら開拓村で異世界建国記 ～増えてく嫁たちとのんびり無人島ライフ～ （页面存档备份，存于）（日文小說-特設網頁）
- （日語）てのひら開拓村で異世界建国記 ～増えてく嫁たちとのんびり無人島ライフ～（日文小說-MF文庫J）
- （日語）てのひら開拓村で異世界建国記 ～増えてく嫁たちとのんびり無人島ライフ～ （页面存档备份，存于）（日文小說-kadokawa）
- （日語）てのひら開拓村で異世界建国記 ～増えてく嫁たちとのんびり無人島ライフ～ （页面存档备份，存于）（日文漫畫）
- （中文）掌中開拓村的異世界建國記